# Lassinjärvi
Lassinjärvi är en sjö i Finland. Den ligger i kommunen Enontekis i landskapet Lappland, i den norra delen av landet, 900 km norr om huvudstaden Helsingfors. Lassinjärvi ligger 276,2 meter över havet. Arean är 3,7 hektar och strandlinjen är 0,83 kilometer lång. Sjön  ingår i Torne älvs huvudavrinningsområde. 